# Coenobita purpureus
Coenobita purpureus is een tienpotigensoort uit de familie van de Coenobitidae. De wetenschappelijke naam van de soort is voor het eerst geldig gepubliceerd in 1858 door Stimpson.